# Галина
 Тази статия е за името.  За града в Илинойс, САЩ вижте Галина (град).  
Галина (умалителното Галя се използва и като самостоятелно име) е българско и славянско женско име, женска форма на Галин и Гало. Популярно е България и в други страни, например в Русия (Галина Вишневска) и Украйна (Галина Шиян).

## Етимология
Възможно името да се е използвало и в някаква друга форма в Древна Гърция и да произлиза от гръцката дума за спокойствие, тишина (на гр. galini), но също и от древния етноним гали и прилагането му в римската именна система, по-конкретно с оформянето на подобен когномен – например при Гай Азиний Гал. Думата „гал“ (gallus в единствено число, galli в множествено число) се е използвала от римляните и със значение на „петел“.[източник? (Поискан преди 7 дни)] На български името се свързва и с глагола галя, тоест детето, кръстено с това име, да бъде галено, обичано, или пък гальовно, ласкаво.
За имен ден на жените с това име и въобще на хора със сходни имена (Гала, Галка, Галуна, Галин и производните на тях) се счита 10 март, посветен в Българската православна църква на раннохристиянската мъченица Галина Коринтска, чиято смърт се отнася към времето на римския император Деций Траян.